# Meru (Kenia)
Meru es una ciudad en Kenia, capital del condado homónimo. Tenía una población de 42.667 habitantes en 1999.
La ciudad está ubicada en la ladera noreste del Monte Kenia. El río Kathita pasa por la ciudad. La parte administrativa principal de la ciudad está en el lado norte del río Kathita, mientras que en el lado sur del río se encuentran las áreas residenciales. Meru se encuentra a unos cinco kilómetros al norte del ecuador, a una altitud de aproximadamente 5.000 pies, en una zona de bosque mixto, pequeños pueblos, aldeas y granjas rurales. La ciudad está predominantemente poblada por el pueblo meru, un grupo étnico bantú.

## Historia
El primer comisionado de distrito de la ciudad de Meru fue Edward Butler Horne. Los Meru lo apodaron Kangangi, es decir, el pequeño vagabundo debido a su baja estatura y al hecho de que viajaba mucho por Meru mientras inspeccionaba el Distrito. Esto fue en un momento en que la comunidad de Meru vivía una vida bastante estable en las comunidades de las cumbres. La fundación de la ciudad en su ubicación actual fue el resultado de las limitaciones militares del campamento original de EB Horne en la (granja) de Mwitari.
En 1912, según Madeleine Laverne Platts, esposa de W. A. F. Platts, primer asistente del comisionado de distrito de Meru:

"Short [E. B.] Horne había diseñado un pequeño y agradable campo de golf. Se pagó a 500 niñas locales para cortar el césped arrancándolo con los dedos. Junto al campo de golf había una casa de troncos grande y hermosa, en la que la puerta se abría. para revelar pisos de barro en los que un gran perchero se erguía demacrado y orgulloso dentro de un charco de agua".

Como E.B. Horne se estaba instalando en Meru, los líderes metodistas buscaban expansión. John B. Griffiths, un ministro galés que anteriormente trabajaba en la costa de Kenia, solicitó al gobierno colonial que otorgara toda la región de Embu a los metodistas como esfera religiosa exclusiva. La solicitud fue denegada porque el gobierno la consideró insegura. Griffiths luego aplicó por segunda vez, solicitando que el distrito Meru comparativamente "pacífico" sea considerado como la esfera exclusiva de la Iglesia Metodista Unida. En diciembre de 1909 el gobierno accedió. El grupo de Griffiths llegó a "Fort Meru" en octubre de 1909, para ser recibido por EB Horne, quien asignó a los metodistas una parcela de tierra en Ka-Aga. Este era entonces un bosque de espíritus, conocido por los Meru como el "lugar de los quitadores de maldiciones [Aga]", a menos de dos millas al noreste de su nueva sede administrativa.

"diferente a cualquier otra zona de África: Sus colinas están cubiertas de helechos, los setos están tupidos con arbustos de moras, y en los arroyos abundan los berros... [y] los mosquitos son desconocidos... Hemos estado trabajando duro durante cincuenta años en el sofocante clima de la costa, lidiando con tremendas dificultades, amargos desengaños y muertes. Llevamos años meditando en buscar otro y mejor país en el que nuestros hombres puedan vivir y trabajar y cosechar. SEÑOR, AQUÍ ESTÁ EL FUTURO DE NUESTRO ORIENTE LA MISIÓN AFRICANA ESTÁ AQUÍ, imploro al comité que entre en ella”.

En enero de 1912, él, Griffiths y el reverendo Frank Mimmack ocuparon el sitio asignado y comenzaron la construcción de los primeros edificios. Más tarde se les unió el reverendo Reginald T. Worthington. Este sitio en Kaaga se ha convertido en el Centro de Educación de Meru, con una Escuela Nacional, una escuela líder para estudiantes con necesidades especiales, dos escuelas provinciales y dos escuelas primarias.
En 1956, la Misión Metodista se acercó al Consejo del Condado de Meru y solicitó que se le asignara un terreno. Su solicitud fue concedida y se les asignaron 50 acres de tierra donde establecieron el Instituto de Capacitación Metodista en 1958. Este instituto creció a lo largo de los años y se fusionó con otras dos universidades para convertirse en la Universidad Metodista de Kenia.